# Pomucz György

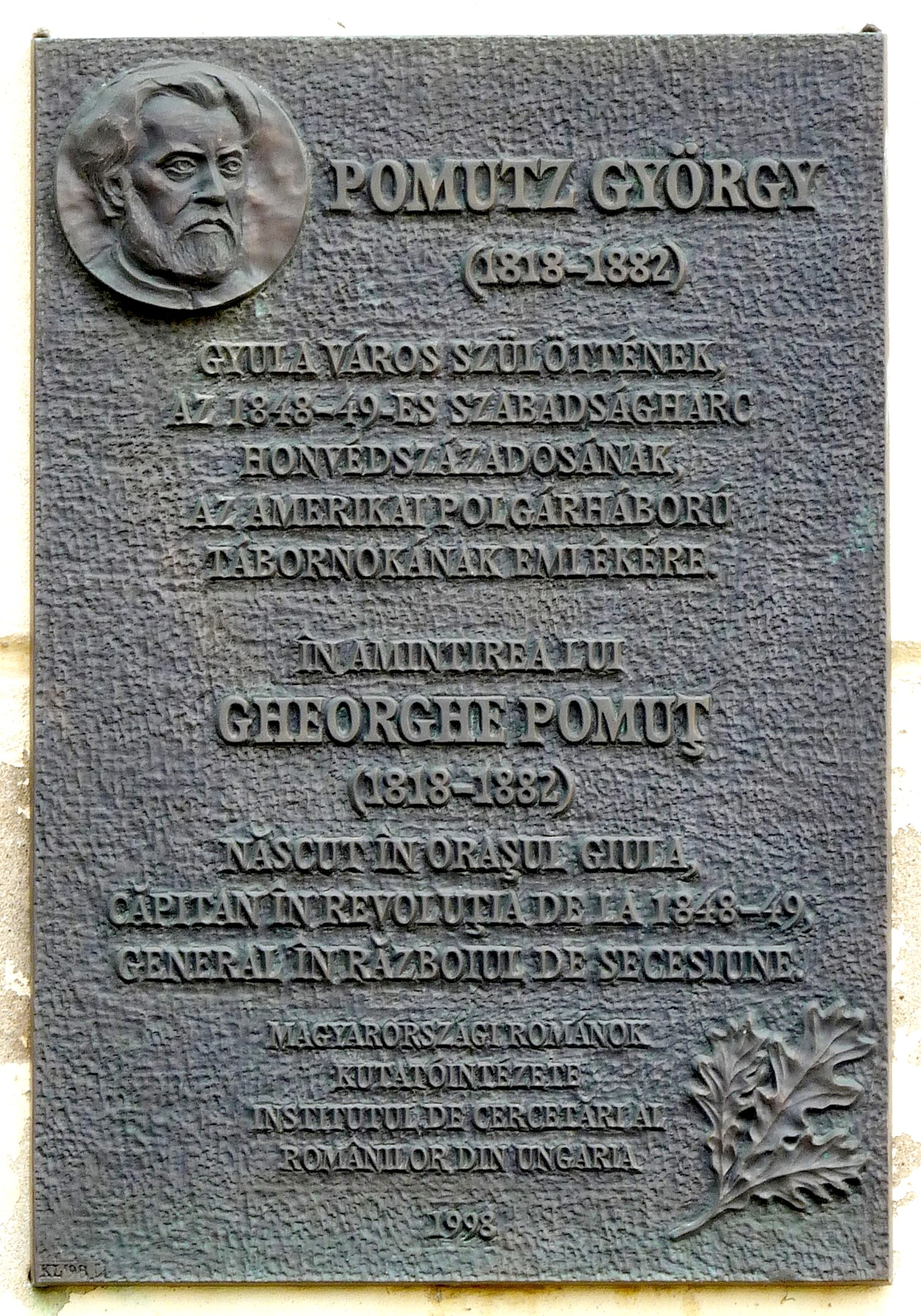
A tábornok kétnyelvű emléktáblája Gyulán

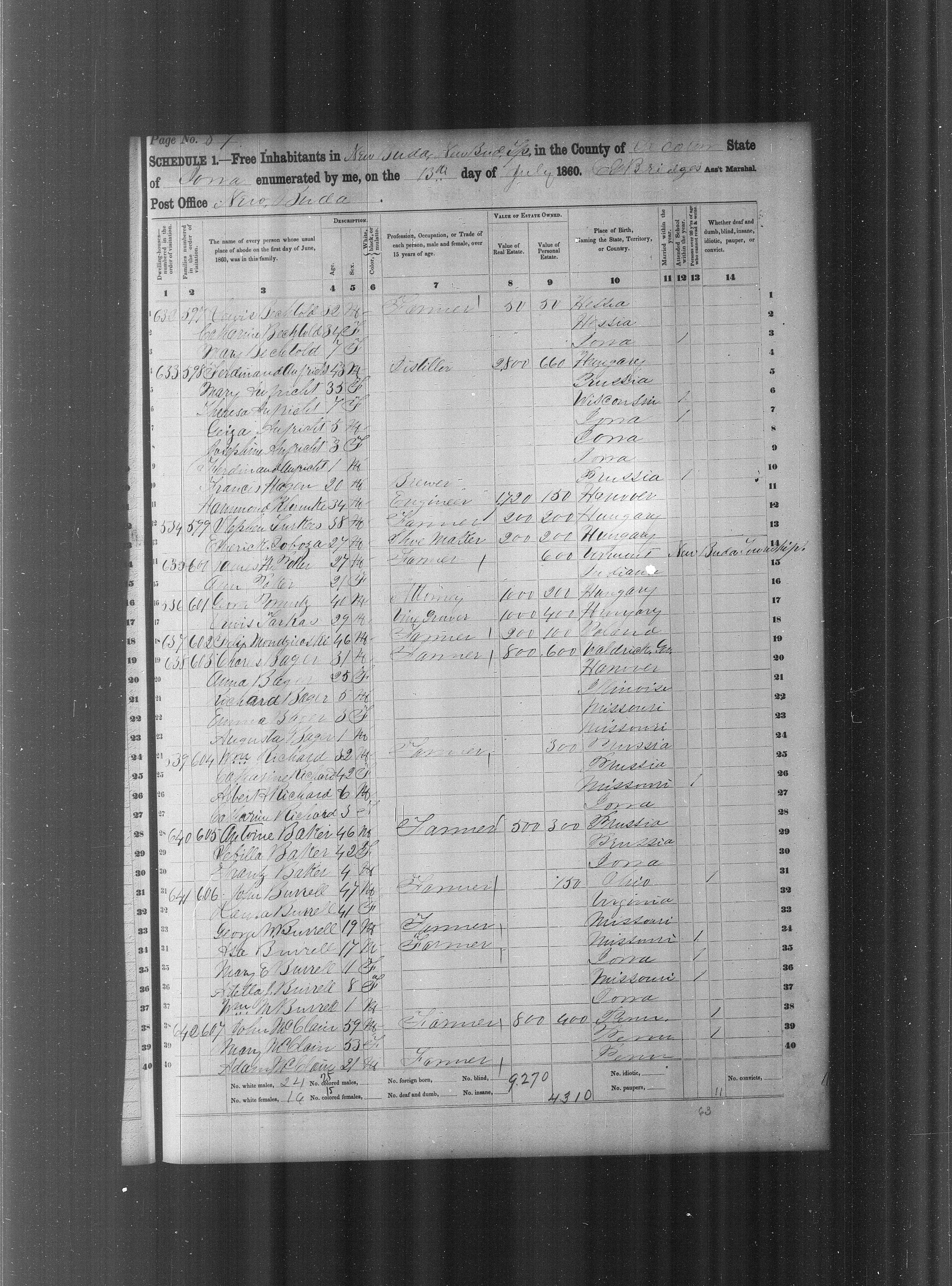
US Census 1860 – Pomucz Gyorgy

Pomucz György (magyarul: Pomutz György, románul: George Pomuţ, angolul: George Pomutz) (Gyula, Magyar Királyság, 1818. május 31. – Szentpétervár, 1882. október 12.) az 1848-49-es magyar szabadságharc honvédszázadosa, az amerikai polgárháború magyarországi születésű, román származású, amerikai állampolgárságú címzetes (Brevet) dandártábornoka, majd amerikai diplomata.

## Élete
Román nemzetiségű családban született. Apja Ioann Pomutz kovács, anyja Victoria. Az 1848–49-es forradalom és szabadságharcban honvédszázadosként vett részt, ezért hazáját el kellett hagynia. Az Amerikai Egyesült Államokban aktív tagja lett a magyar emigrációnak és egyik alapítója volt az Iowa államban létrehozott magyar New Buda telepnek. Azt remélték a telep lakói, hogy Kossuth Lajos és a többi magyar emigránsok is itt fognak együtt élni, várost alkotni. Újházy Lászlóval elment Pomucz György is St. Louis-ba találkozni Kossuth Lajossal, ez meg is történt, de Kossuth hallani sem akart New Budáról, soha nem ment oda, helytelenítette az Amerikában való végleges letelepedési szándékot.
Sokáig Pomucz György tartotta a lelket New Buda magyar telepeseiben, így látta ezt Xántus János is, aki 1854-ben ellátogatott Új Budára. Újházy Lászlót követve Texasba, San Antonióba költöztek, ahol ismét magyar települést alapítottak Sírmező néven. Pomucz György elképzelései szerint Xántus lerajzolta azt a várost, amelyet majd ott látni szerettek volna templommal, iskolával, boltokkal, utcákkal, terekkel, háztelkekkel, rajta házakkal, szépen leírta ezeket Kende Géza és Vasváry Ödön az amerikai magyarokról szóló kötetekben. Mindezek szép álmok maradtak. Pomucz 1855-ben már amerikai állampolgár volt, az amerikai polgárháborúban derekasan harcolt, életét kockáztatta az Egyesült Államok egységéért.
Az amerikai polgárháborúban részt vett a 15. iowai önkéntes gyalogezred megszervezésében, ez a munka 1861 novemberében fejeződött be. Jó ideig vele volt barátja, Kompolti őrnagy. Az ezrednek 37 tisztje és 1113 embere volt. Polmutz 1861. december 13-án lett megválasztva ezredsegédtisztnek, 1863 április 22-én lett őrnagy, 1864. augusztus 18-án alezredes. Ebben a minőségben Sherman tábornok tennesseei hadtestében a harmadik brigád parancsnoka lett, 1864. november 23-án ezredessé léptették elő. Az iowai 15. ezred részt vett a shiloh-i csatában, itt 1862. április 7-én csípőjén súlyosan megsebesült, de a lován maradt egészen addig, amíg az le nem vetette magáról. Felépülése után további harcok részese lett, Atlanta ostrománál, mint őrnagy ő vezette rohamra az ezredet. Katonai érdemeinek elismerése volt, hogy 1865. március 13-án címzetes dandártábornokká léptették elő. A háborút követően rövid időre visszatért a iowai Keokukba. 1866. február 16-án kinevezték az Egyesült Államok konzuljának Szentpétervárra. Később főkonzul lett, ebben a tisztében részese volt a polgárháború utáni első komolyabb amerikai külpolitikai lépésnek, amelynek során 1867-ben Alaszkát megvásárolták az oroszoktól. Diplomáciai szolgálatából Hayes elnök visszahívta 1878-ban, de ő nem tért haza az Egyesült Államokba, Szentpéterváron maradt és ott halt meg nagy szegénységben 1882. október 12-én. A szentpétervári Szmolenszki temetőben temették el, örökös nélkül hunyt el.

## Emlékezete
Pomucz halála után három nemzet ápolja emlékezetét (Magyarország, Románia és az Amerikai Egyesült Államok). 1913-ban az Amerikai Egyesült Államok Kongresszusa határozatot fogadott el arról, hogy Pomucz földi maradványait haza kell hozatni Szentpétervárról Amerikába, s a washingtoni Arlingtoni temetőben eltemetni. Az első világháború kitörése ennek a határozatnak a végrehajtását elfeledtette. A második világháború idején, 1944-ben az Amerikai Egyesült Államok kormánya egy úgynevezett liberty ship osztályú szállító hajót róla nevezett el, ez volt a SS George Pomutz, a hajó 1944-1970-ig használatban volt. Az 1848-49-es szabadságharccal foglalkozó magyar kötetek keveset foglalkoznak Pomucznak az 1848-49-es magyar szabadságharcban betöltött szerepével, az emigrációba került szabadságharcosokról kevesebb irodalom jelent meg Magyarországon, hiszen az emigránsok életútját nehezebb követni. Több információt lehet tudni róla az amerikai magyar emigrációt, vagy az amerikai polgárháborút feldolgozó irodalomban.
Az 1989-es rendszerváltás után Gyulán is utcanév változtatásokra került sor, melynek következtében Pomuczról utcát neveztek el "Pomutz tábornok" utca néven. A Magyarországi Románok Kutató Intézete az 1848–49-es forradalom és szabadságharc honvédszázadosának, az amerikai polgárháború tábornokának a tiszteletére a gyulai Kossuth u. 19. sz. épület falára – ahol korábban Pomucz tábornok édesapjának kovácsműhelye volt – 1998. évben román és magyar nyelvű emléktáblát helyezett el. A 40x60 cm méretű emléktáblát Kiss László gyulai szobrász készítette el bronzból. 2004-ben a clevelandi (Ohio) román-amerikai közösség szobrot emelt Pomucz tiszteletére a St. Mary katedrális mellett. Később 2007. október 13-án Gyulán, a Pomutz tábornok téren is leleplezték egy szobrát.
Idézet Vasváry Ödöntől 1939-ből: „Pomutzot az oláhok a maguk hősének igyekeznek kisajátítani, bár egész életét a magyarok között, magyarokkal töltötte és magát magyarnak vallotta. Ezredese, Belknap mint magyarról ír róla, amit semmi esetre sem tenne, ha Pomutz oláhnak mondta volna magát. Egy állítólagos unokája (lásd : Popovici, a bibliográfiában) téves adatokkal és ferdítésekkel teli cikkben ír róla, mint a dákó-román eszme egyik előfutárjáról.”